# كأس رابطة الأندية الإنجليزية المحترفة 1981–82
كأس رابطة الأندية الإنجليزية المحترفة 1981–82 (بالإنجليزية: 1981–82 Football League Cup)‏ هو موسم من كأس رابطة الأندية الإنجليزية المحترفة. كان عدد الأندية المشاركة فيه 92، وفاز فيه نادي ليفربول.